# Aleksandra Jankowska (polityk)
Aleksandra Helena Jankowska (ur. 12 grudnia 1974 w Gdańsku) – polska samorządowiec, urzędniczka i menedżer, w 2007 wicewojewoda pomorski.

## Życiorys
Absolwentka Wydziału Administracyjnego Wyższej Szkoły Morskiej w Gdyni na kierunku zarządzanie przedsiębiorstwem, kształciła się podyplomowo w zakresie integracji europejskiej na Uniwersytecie Gdańskim. Specjalizowała się w analizie finansowej i rachunkowości zarządczej. Po studiach pracowała w dziale organizacji i zamówień przetargów Zarządu Gospodarki Wodnej w Gdańsku, w 2007 odbyła staż w Stałym Przedstawicielstwie RP przy Radzie Unii Europejskiej. Następnie zajmowała kierownicze stanowiska w organizacjach powiązanych ze spółdzielczymi kasami oszczędnościowo-kredytowymi: w 2008 została dyrektorem Instytutu Stefczyka, w 2011 – wiceprezesem Agencji Ratingu Społecznego, a w 2013 – dyrektorem generalnym Fundacji Wspierania Ubezpieczeń Wzajemnych. W 2014 założyła firmę zajmującą się obsługą jachtów.
Zaangażowała się jednocześnie w działalność polityczną w ramach Prawa i Sprawiedliwości, była m.in. szefową sopockich struktur partii. W 2002 i 2006 wybierana do rady miejskiej Sopotu, w 2006 ubiegała się także o prezydenturę (zajęła 2. miejsce z poparciem 25,36%). W maju 2007 została powołana na stanowisko wicewojewody pomorskiego (w miejsce awansowanego Piotra Karczewskiego), odpowiadała za rolnictwo, politykę społeczną i sprawy obywatelskie. Zakończyła pełnienie funkcji pod koniec 2007 roku.
W 2010 miała być kandydatką do sejmiku pomorskiego, jednak jej nazwisko zostało skreślone z listy z inicjatywy Jacka Kurskiego (działanie to stało się przedmiotem postępowania prokuratury umorzonego w 2011). W 2007, 2011 i 2015 bez powodzenia startowała w wyborach do Sejmu. Należała do grupy młodych działaczek nazywanej w mediach „aniołkami Jarosława Kaczyńskiego”, mającej ocieplić wizerunek partii. Od lutego 2016 do sierpnia 2017 pozostawała prezesem Pomorskiej Specjalnej Strefy Ekonomicznej. W 2018 wybrana do sejmiku pomorskiego. W lutym 2019 została wiceprezesem Lotos Oil, w konsekwencji zrezygnowała z mandatu.